# 서던메소디스트 대학교
서던메소디스트 대학교(Southern Methodist University, 약칭 SMU)는 미국 텍사스주 댈러스에 위치한 사립대학이다. 법대, 경영대, 경제학과 등으로 유명하다. 대표적인 동문으로는 부시 대통령의 아내이자 전 영부인인 로라 여사와 범블 CEO 휘트니 울프가 있다. 

## 연혁
- 1911년 4월 17일 : 미국 감리회 교육위원회에 의하여 설립
- 1915년 : 개교 및 수업 시작

## 스포츠
- SMU 머스탱스 - 미식축구